# Julián Muñoz
Julián Daniel Muñoz Zúñiga (ur. 11 lipca 1946 w San Francisco) – kostarykański narciarz alpejski, uczestnik igrzysk olimpijskich w Calgary oraz igrzysk olimpijskich w Albertville.
Zarówno w Calgary, jak i w Albertville wystartował w slalomie oraz w slalomie gigancie.

## Osiągnięcia

### Igrzyska olimpijskie
| Miejsce | Dzień     | Rok  | Miejscowość | Konkurencja | Czas biegu | Strata  | Zwycięzca            |
| ------- | --------- | ---- | ----------- | ----------- | ---------- | ------- | -------------------- |
| 68.     | 25 lutego | 1988 | Calgary     | Gigant      | 2:06,37    | +74,22  | Alberto Tomba        |
| 51.     | 27 lutego | 1988 | Calgary     | Slalom      | 1:39,47    | +77,25  | Alberto Tomba        |
| 90.     | 18 lutego | 1992 | Albertville | Gigant      | 2:06,98    | +99,53  | Alberto Tomba        |
| 64.     | 22 lutego | 1992 | Albertville | Slalom      | 1:44,39    | +119,72 | Finn Christian Jagge |